# Arianna Errigo
Arianna Errigo (født 6. juni 1988) er en italiensk fægter, der konkurrerer i kategorien fleuret. 
Hun repræsenterede Italien ved sommer-OL 2012 i London, hvor hun vandt sølv.  Hun vandt senere guld i holdkonkurrencen.
Ved sommer-OL 2020 i Tokyo, som blev afholdt i 2021, blev hun elimineret i kvartfinalen i den individuelle konkurrence. Hun vandt senere bronze i holdkonkurrencen.
Ved sommer-OL 2024 i Paris vandt hun sølv.